# Cernunnos
Cernunnos – imię, którym zwyczajowo określane są wizerunki rogatego boga w mitologii Celtów.
Imię to pojawia się w takim brzmieniu tylko raz, na tzw. Kolumnie Przewoźników, pochodzącej z I wieku n.e., ale wizerunki mężczyzny z rogami lub porożem jelenia, często siedzącego ze skrzyżowanymi nogami i otoczonego zwierzętami, oraz trzymającego lub noszącego torkwes, znane są z innych ikonograficznych źródeł. Widnieją m.in. na kotle z Gundestrup (Dania) czy na płaskorzeźbie znalezionej w miejscowości Vendœuvres we francuskim departamencie Indre.
Brak o tym bogu wiadomości w źródłach pisanych i nie są znane szczegóły dotyczące jego kultu czy znaczenia w religii Celtów.

## Imię: świadectwa epigraficzne
Imię [C]ernunnos pojawia się jedynie na tzw. Kolumnie Przewoźników (Pilier des nautes). Poświęcona przez galijskich żeglarzy Jowiszowi oraz cesarzowi Tyberiuszowi, co pozwala ją datować między 14 a 37 r. n.e., została odnaleziona w 1710 r. w fundamentach Katedry Notre-Dame w Paryżu, w miejscu starożytnej Lutecji, która była stolicą (civitas) celtyckiego plemienia Paryzjów. Obecnie jest wystawiona w Musée National du Moyen Âge w Paryżu.  Charakterystyczna kamienna kolumna jest ważnym zabytkiem galijsko-rzymskiej religii. Reliefy na bazie kolumny obrazują i wymieniają z imienia kilku rzymskich bogów, takich jak Jupiter, Wulkan, czy Kastor i Polluks, razem z galijskimi bogami Esusem, Smertriosem oraz Tarvosem Trigaranusem. Osiemnastowieczne rysunki inskrypcji pozwalają odczytać wersję Cernunnos, jednak pierwsza litera uległa od tamtego czasu uszkodzeniu, więc dzisiaj możliwe jest tylko odczytanie [_]ernunnos.
Kolejnym dowodem jest inskrypcja na metalowej tabliczce z Steinsel-Rëlent w Luksemburgu, na terenach zamieszkałych przez celtycki lud Trewerów. Uważa się, że ta inskrypcja, o treści Deo Ceruninco („bogu Cerunincosowi”), odnosi się do tego samego bóstwa.
Imię Cernunnos zostało powiązane z boskim przydomkiem Carnonos z celtyckiej inskrypcji napisanej po grecku, odkrytej w Montagnac (Hérault). Brzmi ona: αλλετ[ει]υος καρνονου αλ[ι]σο[ντ]εας (alleteiuos karnonou alisonteas); καρνονου pojawia się w celowniku, a ostatnie słowo prawdopodobnie oznacza nazwę miejsca wywodzącego się od alisii, „jarzębu” lub „głazu” (porównaj z Alezją, galijską Alisiią); napis można zrozumieć więc jako "Alleteinos [poświęca] Karnonosowi z Alisontei".
Przydomek Carnonos wywodzony jest z galijsko-łacińskiego przymiotnika carnuātus, „rogaty”. Galijskie słowo karnon („róg”) jest wyrazem pokrewnym łacińskiego cornu, germańskiego humaz, oraz angielskiego horn, a także praindoeuropejskiego *k̑r̥no-. Celtycki rdzeń mógł prawdopodobnie mieć formę *kornu/kernu. Rdzeń karn- („róg”) pojawia się zarówno w galijskiej, jak i galackiej gałęzi Celtów kontynentalnych. Hezychiusz z Aleksandrii objaśniał galacki wyraz karnon (κάρνον) jako „galijską trąbkę”, to znaczy celtycki róg wojenny, wymieniony jako carnyx (κάρνυξ) przez Eustacjusza z Tesaloniki, który wspomniał o czarze głosowej w kształcie zwierzęcia. Rdzeń słowa występuje także w nazwach celtyckich ludów, na przykład Karnutów (Carnutes) – co być może oznacza „Rogaci” – oraz w kilku imionach własnych wymienionych w inskrypcjach.
Protoceltycka forma imienia boga została zrekonstruowana albo jako Cerno-on-os, albo Carno-on-os. Cząstka –on- jest charakterystyczna dla imion bóstw, jak w przypadkach Maponosa, Epony, Matron czy Sirony.

## Ikonografia

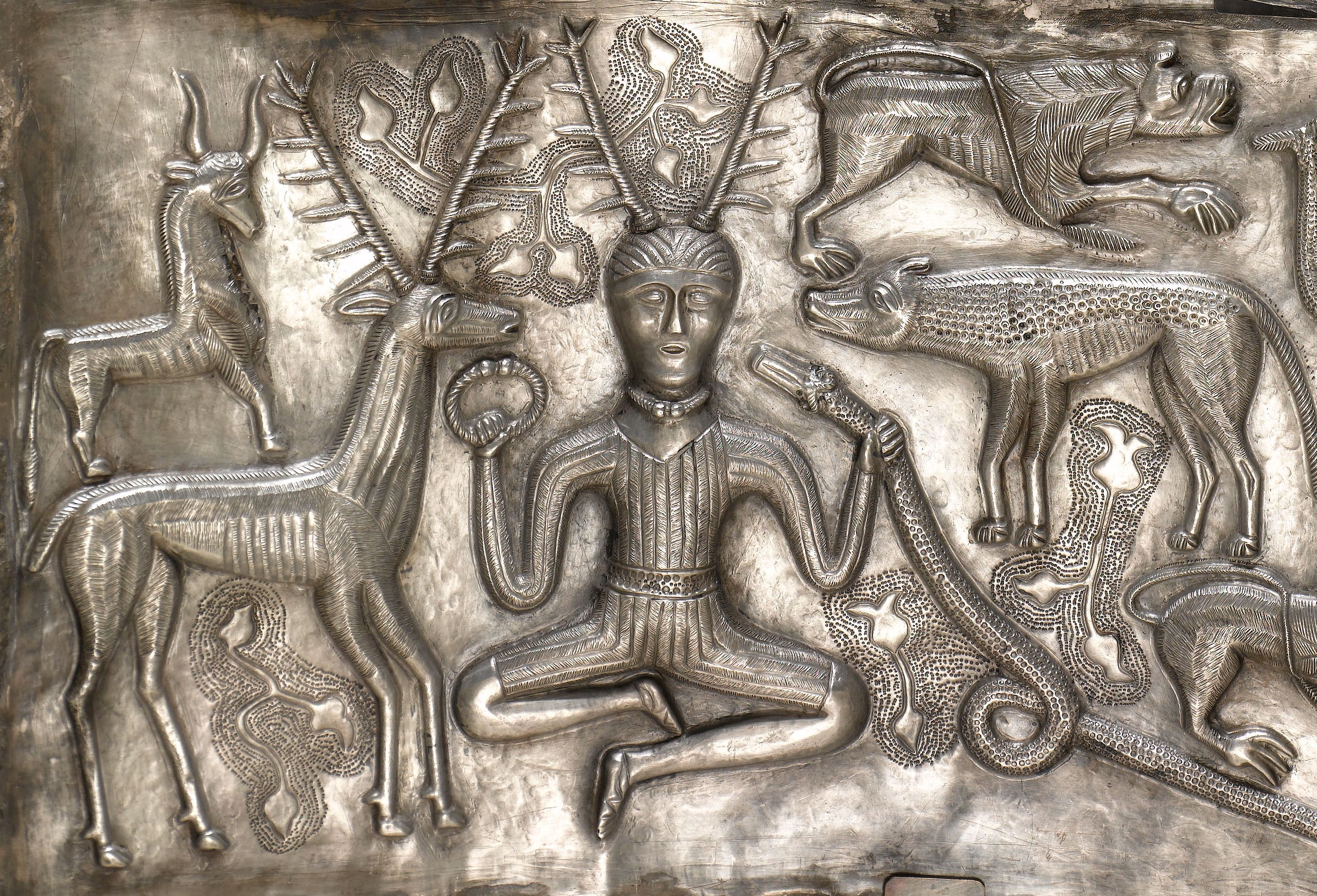
Wizerunek rogatego boga z torkwesem i wężem w dłoniach, w otoczeniu jelenia, psa lub wilka oraz innych zwierząt (dekoracja kotła z Gundestrup)

Postać oznaczona na Kolumnie Przewoźników imieniem [C]ernunnos przedstawiona jest z porożem jelenia we wczesnej fazie corocznego wzrostu. Z obu rogów zwisają torkwesy. Dolna część reliefu zaginęła, ale wymiary kolumny pozwalają przypuszczać, że bóg mógł znajdować się w pozycji siedzącej, ze skrzyżowanymi nogami, podobnie jak rogaty mężczyzna przedstawiony na kotle z Gundestrup.
W celtyckiej ikonografii rogaty bóg jest często przedstawiany w towarzystwie zwierząt, często z dorosłym jeleniem, z rogatym wężem, rzadziej z bykami (jak np. w Reims), psami czy szczurami. Z tego powodu uczeni często określają Cernunnosa jako „Władcę Zwierząt” albo „Władcę Dzikich Stworzeń”, boga natury i urodzaju. Rogi mogą symbolizować siłę i płodność, oraz wskazywać na rolę Cernunnosa jako bóstwa opiekuńczego polowań. Jednak, jak podkreśla Phyllis Fray Bober, towarzyszący mu rogaty wąż, jako symbol chtoniczny, może także wskazywać na jego związki ze światem podziemnym. Podobne znaczenie mógł mieć także motyw psa.
Na Kolumnie Przewoźników Cernunnos występuje wśród bóstw patronujących dobrom materialnym, żegludze i handlowi (Merkury, Wulkan, Kastor i Polluks, Fortuna), co sugeruje, że mógł być także bogiem bogactwa i materialnego powodzenia. Może o tym świadczyć np. sakiewka trzymana przez boga na wizerunku z Reims (starożytne Durocortorum, stolica plemienia Remi), oraz jeleń wymiotujący monetami z Niedercorn-Turbelslach (Luksemburg), na ziemiach Trewerów. Także torkwes może być interpretowany jako symbol bogactwa. Podobnie jak Pluton, byłby on więc bogiem obfitości i świata podziemnego zarazem. Inne często przedstawiane z Cernunnosem bóstwo, Merkury, również łączy funkcje opiekuna handlu, posłańca i przewodnika, także po świecie podziemnym (psychopompa). Rogaty bóg mógł więc pełnić równolegle różne role: bóstwa natury, dostatku, polowań czy życia pozagrobowego.
Innym przykładem obrazów powiązanych z Cernunnosem jest petroglif w Val Camonica w południowoalpejskiej Galii. Rogatą postać ludzką datuje się na okres od VII w. p.n.e. do IV w. p.n.e. Na reliefie z Vendoeuvres widnieje rogate dziecko, otoczone z obu stron przez węże oraz trzymające sakiewkę i torkwesy.
Pośród dzieł Celtów mieszkających na terenie obecnej Hiszpanii, wśród rogatych figur Cernunnosa znajdujemy „podobnego do Janusa” boga z Candelario (Salamanka), z dwiema twarzami i dwoma małymi rogami, rogatego boga ze wzgórz Ríotinto (Huelva), oraz reprezentację bóstwa zwanego Vestius Aloniecus, odkrytą niedaleko jego ołtarzy w Lourizán (Pontevedra).
Wyobrażenia Cernunnosa podważają często wyrażany pogląd, według którego Celtowie zaczęli przedstawiać swoich bogów w ludzkich kształtach dopiero po podboju Galii przez Rzymian. Celtycki „rogaty bóg”, choć potwierdzony w ikonografii, nie może być zidentyfikowany w opisie celtyckiej religii w rzymskiej etnografii i nie wydaje się, by nadano mu przetłumaczone na łacinę imię; być może ze względu na swoją odrębność nie został przeniesiony do rzymskiego panteonu. Choć Cernunnos nie został przyswojony przez Rzymian, to pod względem funkcyjnym uczeni czasami porównywali go do greckich i rzymskich istot boskich, takich jak Merkury czy Akteon, szczególnych postaci Jupitera, oraz do Dis Patera, którego Juliusz Cezar uważał za przodka Galów.

## Możliwe odbicie w wyspiarskiej odmianie języka celtyckiego
Próbowano znaleźć powiązania pomiędzy Cernunnosem i Conallem Cernachem, przyrodnim bratem irlandzkiego herosa Cúchulainna w Cyklu Ulsterskim, opierając się na rdzeniu cern- w przydomku Cernach. Przydomek ten tłumaczony jest zazwyczaj jako "zwycięski", Anne Ross zaproponowała jednak inne jego znaczenie  – „kościsty, kanciasty”, co wiązałoby go z rogatym bogiem. Związek z ikonografią Cernunnosa widoczny byłby także w scenie z poematu Táin Bó Fráich, w którym Conall chwyta jadowitego węża, a ten owija się wokół niego, nie czyniąc mu szkody. Poglądu tego nie podzielają jednak inni badacze.

## Możliwe powiązania ze świętym Kiaranem
Niektórzy widzą cechy Cernunnosa zawarte w życiu świętego Kiarana z Saigir, jednego z dwunastu apostołów Irlandii. Kiedy budował swoją pierwszą małą celę, jak głosi jego hagiografia, jego pierwszym uczniem i mnichem był uśmierzony przez Boga niedźwiedź, a następnymi byli lis, borsuk, wilk oraz jeleń.

## Neopogaństwo
W wicca i innych formach neopogaństwa czczony jest Rogaty Bóg; to bóstwo łączy synkretycznie wiele rogatych bogów z różnych kultur, łącznie z Cernunnosem. Odzwierciedla on pory roku w corocznym cyklu życia, śmierci i odrodzenia.